# Krystyna Janda
Krystyna Jolanta Janda (Starachowice, 1952. december 18. –) lengyel színházi és filmszínésznő.

## Életpályája
1975-ben végzett a varsói Színművészeti Főiskolán. 1975–1987 között a varsói Ateneum Színház tagja volt. 1976-ban debütált a színházban Fredro: Kisasszonyok esküvői című darabban, ahol Anielát alakította. 1987–2005 között az Általános Színház tagja volt. 2005 óta a Polonia Színház tulajdonosa Varsóban.

## Magánélete
Első férje Andrzej Seweryn (1946–) lengyel színész és rendező volt, akitől 1975-ben vált el. Egy lányuk született: Maria Seweryn (1975–) színésznő. Második férje Edward Klosinski (1943–2008) lengyel forgatókönyvíró volt, akivel 2008-ig élt együtt. Tőle két gyermeke lett: Adam (1990) és Jedrzej (1991).

## Színházi szerepei
- Fredro: Kisasszonyok esküvői... Aniela
- Csehov: Sirály... Nyina
- Wyspianski: Novemberi triptichon... Maria
- Brecht: Háromgarasos opera... Jenny
- Russel: Rita nevelés... Rita
- Wilde: Dorian Gray arcképe... Dorian Gray
- Duncan: Abélard és Héloise... Héloise
- Genet: Cselédek... Claire
- Enquist: A földigiliszták életéből... Johanne Luise Heiberg
- Williams: Macska a forró bádogtetőn... Maggie
- William Shakespeare: Macbeth... Lady Macbeth
- Albee: Nem félünk a farkastól... Marta

## Filmjei
- Három nővér (1974)
- A márványember (1977)
- A fehér bolygó (1977)
- Bovaryné én vagyok (1977)
- Érzéstelenítés nélkül (1978)
- A bestia (1979)
- A zöld madár (1979)
- Gólem (1979)
- Fényes nappal (1980)
- A karmester (1980)
- Mephisto (1981)
- A vasember (1981)
- Spion, ébresztő (1982)
- Bella Donna (1983)
- Szintézis (1983)
- Belső állapot (1983)
- Világok háborúja (1983)
- A zsaru és a lány (1985)
- Himnusz (1985)
- Anyám szeretői (1986)
- A szajha (1986)
- Felfüggesztve (1986)
- Bizonytalanságban (1987)
- Tízparancsolat, tévésorozat (1988)
- Rövidfilm a gyilkolásról (1988)
- Kihallgatás (1989)
- Leltár (1989)
- Lengyel konyha (1991)
- Az életből felmentve (1992)
- Papa (1995)
- Magocska (1995)
- Anyám anyja (1995)
- Az élet, mint nemi úton terjedő halálos betegség (2000)
- Weiser (2000)
- Sárga sál (2000)
- Tavaszelő (2001)
- Közelkép Andrzej Wajdáról (2005)
- Békaszó (2005)
- Az érem másik oldala (2009)

## Műve
- Tylko sie nie pchaj (Csak ne idegeskedj! – 1992)

## Díjai
- Legjobb női alakítás díja: cannes-i filmfesztivál − Kihallgatás, 1990)
- San Sebastian-i legjobb alakítás díja (1992)